# Rhabdophis
Rhabdophis is een geslacht van slangen uit de familie toornslangachtigen en de onderfamilie waterslangen (Natricinae).

## Naam en indeling
De wetenschappelijke naam van de groep werd voor het eerst voorgesteld door Leopold Fitzinger in 1843. Er zijn 27 soorten, inclusief de pas in 2020 beschreven soort Rhabdophis chiwen.
De slangen werden eerder aan andere geslachten toegekend, zoals Elaphe, Balanophis, Tropidonotus, Macropisthodon en Natrix. In de Engelse taal worden de soorten aangeduid met 'keelback snakes' (kielrugslangen) vanwege de sterk gekielde schubben aan de bovenzijde van het lichaam.

## Uiterlijke kenmerken
De soort Rhabdophis angeli bereikt een totale lichaamslengte tot 43 centimeter terwijl exemplaren van de soort Rhabdophis subminiatus een totale lichaamslengte tot 1,3 meter kunnen bereiken. Het lichaam heeft een cilindrische vorm, de kop is duidelijk te onderscheiden van het lichaam door de aanwezigheid van een duidelijke insnoering. De schubben aan de bovenzijde van het lichaam hebben opstaande richeltjes in de lengte (kieltjes). De ogen hebben een ronde pupil. Het aantal rijen schubben in de lengte aan de bovenzijde van het lichaam verschilt enigszins per soort; Rhabdophis tigrinus bijvoorbeeld heeft altijd 19 rijen, Rhabdophis chrysargoides 19 of 21 rijen en de soort Rhabdophis nuchalis heeft altijd 15 of 17 rijen.

## Levenswijze
Op het menu staan kleine gewervelde dieren zoals vissen, kikkers en hagedissen. Van de soort Rhabdophis tigrinus is bekend dat ook kevers en kleine slangen worden gegeten. De vrouwtjes zetten eieren af, het aantal verschilt per soort. Rhabdophis himalayanus produceert legsels van 5 tot 7 eieren en de soort Rhabdophis nuchalis zet per keer 8 tot 19 eieren af. De soorten uit dit geslacht zijn giftig, in tegenstelling tot de meeste waterslangen. Een beet zal in de meeste gevallen resulteren in een pijnlijke zwelling maar er zijn gevallen bekend met een fatale afloop voor mensen.

## Verspreiding en habitat
Alle soorten komen voor in delen van Azië en leven in de landen Indonesië, Thailand, Vietnam, Cambodja, Laos, Myanmar, Maleisië, Singapore, Bhutan, Bangladesh, Nepal, India, China, Rusland, Noord-Korea, Zuid-Korea, Taiwan, Japan, Sri Lanka, Pakistan, Filipijnen en Brunei.
De habitat bestaat uit vochtige tropische en subtropische bossen, zowel in laaglanden als in bergstreken, scrublands, graslanden en draslanden. Ook in door de mens aangepaste streken zoals weilanden, akkers en plantages kunnen de dieren worden aangetroffen.

## Beschermingsstatus
Door de internationale natuurbeschermingsorganisatie IUCN is aan 21 soorten een beschermingsstatus toegewezen. Zestien soorten worden beschouwd als 'veilig' (Least Concern of LC), vier soorten als 'onzeker' (Data Deficient of DD) en de soort Rhabdophis ceylonensis ten slotte staat te boek als 'gevoelig' (Near Threatened of NT).

## Soorten
Het geslacht omvat de volgende soorten, met de auteur en het verspreidingsgebied.
| Naam                          | Auteur                                        | Verspreidingsgebied                                                                                                 |
| ----------------------------- | --------------------------------------------- | --- |
| Rhabdophis adleri             | Zhao, 1997                                    | China |
| Rhabdophis akraios            | Doria, Petri, Bellati, Tiso & Pistarino, 2013 | Indonesië |
| Rhabdophis angeli             | Bourret, 1934                                 | Vietnam |
| Rhabdophis auriculatus        | Günther, 1858                                 | Filipijnen |
| Rhabdophis barbouri           | Taylor, 1922                                  | Filipijnen |
| Rhabdophis callichroma        | Bourret, 1934                                 | Vietnam, China |
| Rhabdophis callistus          | Günther, 1873                                 | Indonesië |
| Rhabdophis ceylonensis        | Günther, 1858                                 | Sri Lanka |
| Rhabdophis chiwen             | Chen, Ding, Chen & Piao, 2020                 | China |
| Rhabdophis chrysargoides      | Günther, 1858                                 | Indonesië |
| Rhabdophis chrysargos         | Schlegel 1837                                 | Brunei, Indonesië, Filipijnen, Laos, Myanmar, Thailand, Cambodja, Vietnam, Maleisië, China                          |
| Rhabdophis conspicillatus     | Günther, 1872                                 | Indonesië, Maleisië                                                                                                 |
| Rhabdophis flaviceps          | Duméril, Bibron & Duméril, 1854               | Indonesië, Maleisië, Thailand                                                                                       |
| Rhabdophis guangdongensis     | Zhu, Wang, Takeuchi & Zhao, 2014              | China |
| Rhabdophis himalayanus        | Günther, 1864                                 | India, Bhutan, Bangladesh, Nepal, Myanmar, China                                                                    |
| Rhabdophis leonardi           | Wall, 1923                                    | Myanmar, Laos, China                                                                                                |
| Rhabdophis lineatus           | Peters, 1861                                  | Filipijnen |
| Rhabdophis murudensis         | Smith, 1925                                   | Maleisië |
| Rhabdophis nigrocinctus       | Blyth, 1856                                   | Myanmar, Thailand, Laos, Cambodja, Vietnam, China                                                                   |
| Rhabdophis nuchalis           | Boulenger, 1891                               | India, Myanmar, Vietnam, China                                                                                      |
| Rhabdophis pentasupralabialis | Jiang & Zhao, 1983                            | China |
| Rhabdophis plumbicolor        | Cantor, 1839                                  | India, Sri Lanka, Pakistan, Myanmar                                                                                 |
| Rhabdophis rhodomelas         | Boie, 1827                                    | Indonesië, Maleisië, Singapore, Thailand, mogelijk in Borneo                                                        |
| Rhabdophis spilogaster        | Boie, 1827                                    | Filipijnen |
| Rhabdophis subminiatus        | Schlegel, 1837                                | Indonesië, Thailand, Vietnam, Cambodja, Laos, Myanmar, Maleisië, Singapore, Bhutan, Bangladesh, Nepal, India, China |
| Rhabdophis swinhonis          | Günther, 1868                                 | Taiwan |
| Rhabdophis tigrinus           | Boie, 1826                                    | Rusland, Noord-Korea, Zuid-Korea, China, Taiwan, Vietnam, Japan                                                     |